# Unterboden

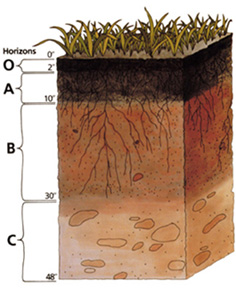
Der Unterboden befindet sich im Abschnitt B, unterhalb des Oberbodens (A), sowie der Streu- bez. Humus (O).
Darunter befindet sich anstehendes Gestein (C)

Als Unterboden wird der untere Bereich des Bodens bezeichnet, der nicht oder nur gering humushaltig ist, der nur gering durchwurzelt und eine geringere Anzahl an Bodenlebewesen enthält, als der darüber liegende Oberboden. In seinem tiefsten Teil findet die Verwitterung des darunter anstehenden Gesteins statt, in dem aus dem Oberboden ausgewaschene Stoffe angereichert werden.
Ausgehend von der Bodenentstehung und -entwicklung zählen jedoch auch diejenigen Bodenhorizonte zum Oberboden, aus denen Tonminerale, Oxide und Salze ausgewaschen werden.
Beim Tiefpflügen wird der Boden für den Ackerbau so tief umgegraben, dass auch der Unterboden betroffen ist, was bei den meisten anderen Methoden der Bodenbewirtschaftung nicht der Fall ist.